# Carcelera
La Carcelera è un palo flamenco, stile musicale di cante e ballo spagnolo. 
Si tratta generalmente di un cante con strofa di quattro versi ottonari (octosilabos). Come il martinete, si considera una forma della toná  il cui testo è dedicato a un tema come quello del carcere e dei carcerati. Essendo una toná si canta senza chitarra.